# Кліментс (Міннесота)
Кліментс (англ. Clements) — місто (англ. city) в США, в окрузі Редвуд штату Міннесота. Населення — 155 осіб (2020).

## Географія
Кліментс розташований за координатами 44°22′48″ пн. ш. 95°3′17″ зх. д. / 44.38000° пн. ш. 95.05472° зх. д. (44.380040, -95.054740).  За даними Бюро перепису населення США в 2010 році місто мало площу 0,98 км², уся площа — суходіл.

## Демографія
Згідно з переписом 2010 року, у місті мешкали 153 особи в 66 домогосподарствах у складі 42 родин. Густота населення становила 156 осіб/км².  Було 80 помешкань (82/км²).
Расовий склад населення:
| - 92,2 % — білих - 5,2 % — азіатів |

До двох чи більше рас належало 2,6 %. Частка іспаномовних становила 4,6 % від усіх жителів.
За віковим діапазоном населення розподілялося таким чином: 24,8 % — особи молодші 18 років, 60,2 % — особи у віці 18—64 років, 15,0 % — особи у віці 65 років та старші. Медіана віку мешканця становила 42,4 року. На 100 осіб жіночої статі у місті припадало 115,5 чоловіків;  на 100 жінок у віці від 18 років та старших — 121,2 чоловіків також старших 18 років.
Середній дохід на одне домашнє господарство  становив 59 092 долари США (медіана — 65 536), а середній дохід на одну сім'ю — 65 634 долари (медіана — 66 250). За межею бідності перебувало 11,9 % осіб, у тому числі 10,0 % дітей у віці до 18 років та 5,0 % осіб у віці 65 років та старших.
Цивільне працевлаштоване населення становило 69 осіб. Основні галузі зайнятості: освіта, охорона здоров'я та соціальна допомога — 20,3 %, транспорт — 15,9 %, сільське господарство, лісництво, риболовля — 15,9 %.